# Angonyx ella
Angonyx ella är en fjärilsart som beskrevs av Butler 1875. Angonyx ella ingår i släktet Angonyx och familjen svärmare. Inga underarter finns listade i Catalogue of Life.